# Cervone, Henicesk
Cervone (în ucraineană Червоне) este localitatea de reședință a comunei Cervonopraporne din raionul Henicesk, regiunea Herson, Ucraina.

## Demografie
Componența lingvistică a localității Cervone
     Ucraineană (80,27%)
     Rusă (12,52%)
     Romani (1,77%)
Conform recensământului din 2001, majoritatea populației localității Cervone era vorbitoare de ucraineană (80,27%), existând în minoritate și vorbitori de rusă (12,52%) și romani (1,77%).